# Walentin Tugarin
Walentin Jakowlewicz Tugarin, ros. Валентин Яковлевич Тугарин (ur. 5 maja 1931, zm. 1998) – rosyjski trener piłkarski.

## Kariera trenerska
W 1965 rozpoczął pracę szkoleniową w Desnie Czernihów. W 1971 pracował w klubie Awanhard Sewastopol na stanowisku dyrektora klubu. Od 1977 prowadził kluby Awanhard Równe, Spartak Iwano-Frankiwsk, Krywbas Krzywy Róg, Atłantyka Sewastopol i Wułkan Pietropawłowsk Kamczacki.